# Carry the Wounded
Carry the Wounded è un EP acustico della christian metal band Tourniquet, pubblicato nel 1995.

## Tracce
1. Carry The Wounded – 5:01
2. When The Love Is Right – 4:41
3. Oh Well – 2:33
4. My Promise – 3:17
5. Heads I Win, Tails You Lose – 3:50

## Formazione
- Ted Kirkpatrick - batteria
- Gary Lenaire - chitarra
- Luke Easter - voce
- Victor Macias - basso